# Platynowa płyta (album Shakin’ Dudiego)
Platynowa płyta – drugi album zespołu Shakin’ Dudi wydany w 1999 roku. 28 kwietnia 2008 wytwórnia Metal Mind Productions wydała reedycję albumu wraz z czterema dodatkowymi utworami.

## Spis utworów
Źródło:.
1. „Gdy wracam późno” – 3:40
2. „Tak dobrze mi tu” – 4:17
3. „Mniam” – 3:24
4. „Zostałaś babą” – 4:09
5. „Taka przebojowa” – 2:41
6. „Płać, płać, płać” – 3:01
7. „Gdybyś miała” – 3:41
8. „To my ułani” – 3:02
9. „Poopelina” – 3:35
10. „Ojciec Basi” – 2:38
11. „Kopciuszku wróć” – 5:22
12. „Skok w bok” – 2:43
13. „Lady głupota” – 3:44
14. „Nalej mi” – 1:47

bonusy (MMP 2008)
1. „Lili, na imię miałaś Lili” – 3:41
2. „Teledurniej” – 3:21
3. „Tak dobrze mi tu” – 5:35
4. „Gdy wracam” – 5:16

## Muzycy
- Ireneusz Dudek – wokal,
- Grzegorz Kapołka – gitara
- Tomasz Kupiec – bas
- Zbigniew Gondek – saksofony
- Tomasz Pala – pianino
- Ireneusz Głyk – perkusja